# Raquetebol nos Jogos Pan-Americanos de 2019 - Equipes masculinas
A competição de equipes masculinas foi um dos eventos do raquetebol nos Jogos Pan-Americanos de 2019, em Lima. Foi disputada no cluster da Villa Deportiva Regional del Callao de 7 a 10 de agosto. A Bolívia ganhou o ouro por equipes masculinas pela primeira vez na história dos Jogos Pan-Americanos, quebrando a hegemonia mexicana em todas as edições anteriores do [[Raquetebol nos Jogos Pan-Americanos.

## Calendário
Horário local (UTC-5).
| Data         | Horário | Fase             |
| ------------ | ------- | ---------------- |
| 7 de agosto  | 17:30   | Primeira fase    |
| 8 de agosto  | 10:00   | Quartas-de-final |
| 9 de agosto  | 10:00   | Semifinal        |
| 10 de agosto | 11:00   | Final            |

### Eliminatórias
| Oitavas de final | Oitavas de final           | Oitavas de final | Oitavas de final | Oitavas de final |  |  | Quartas de final | Quartas de final     | Quartas de final | Quartas de final | Quartas de final |  |  | Semifinal | Semifinal            | Semifinal | Semifinal | Semifinal |  |  | Final | Final          | Final | Final | Final |
|                  |                            |                  |                  |                  |  |  |                  |                      |                  |                  |                  |  |  |           |                      |           |           |           |  |  |       |                |       |       |       |
|                  |                            |                  |                  |                  |  |  |                  |                      |                  |                  |                  |  |  |           |                      |           |           |           |  |  |       |                |       |       |       |
|                  |                            |                  |                  |                  |  |  |                  | México (MEX)         | 2                | 2                |                  |  |  |           |                      |           |           |           |  |  |       |                |       |       |       |
|                  | Cuba (CUB)                 | 2                | 0                | 0                |  |  |                  | Equador (ECU)        | 0                | 0                |                  |  |  |           |                      |           |           |           |  |  |       |                |       |       |       |
|                  | Equador (ECU)              | 0                | 2                | 2                |  |  |                  |                      |                  |                  |                  |  |  |           | México (MEX)         | 0         | 2         | 1         |  |  |       |                |       |       |       |
|                  | Colômbia (COL)             | 2                | 2                |                  |  |  |                  |                      |                  |                  |                  |  |  |           | Colômbia (COL)       | 2         | 0         | 2         |  |  |       |                |       |       |       |
|                  | Peru (PER)                 | 0                | 0                |                  |  |  |                  | Colômbia (COL)       | 2                | 2                |                  |  |  |           |                      |           |           |           |  |  |       |                |       |       |       |
|                  |                            |                  |                  |                  |  |  |                  | Canadá (CAN)         | 0                | 1                |                  |  |  |           |                      |           |           |           |  |  |       |                |       |       |       |
|                  |                            |                  |                  |                  |  |  |                  |                      |                  |                  |                  |  |  |           |                      |           |           |           |  |  |       | Colômbia (COL) | 0     | 2     | 0     |
|                  |                            |                  |                  |                  |  |  |                  |                      |                  |                  |                  |  |  |           |                      |           |           |           |  |  |       | Bolívia (BOL)  | 2     | 1     | 2     |
|                  |                            |                  |                  |                  |  |  |                  | Estados Unidos (USA) | 2                | 2                |                  |  |  |           |                      |           |           |           |  |  |       |                |       |       |       |
|                  | Argentina (ARG)            | 0                | 0                |                  |  |  |                  | Costa Rica (CRC)     | 0                | 0                |                  |  |  |           |                      |           |           |           |  |  |       |                |       |       |       |
|                  | Costa Rica (CRC)           | 2                | 2                |                  |  |  |                  |                      |                  |                  |                  |  |  |           | Estados Unidos (USA) | 2         | 1         | 1         |  |  |       |                |       |       |       |
|                  | Guatemala (GUA)            | 0                | 2                | 2                |  |  |                  |                      |                  |                  |                  |  |  |           | Bolívia (BOL)        | 1         | 2         | 2         |  |  |       |                |       |       |       |
|                  | República Dominicana (DOM) | 2                | 1                | 1                |  |  |                  | Guatemala (GUA)      | 0                | 0                |                  |  |  |           |                      |           |           |           |  |  |       |                |       |       |       |
|                  |                            |                  |                  |                  |  |  |                  | Bolívia (BOL)        | 2                | 2                |                  |  |  |           |                      |           |           |           |  |  |       |                |       |       |       |
|                  |                            |                  |                  |                  |  |  |                  |                      |                  |                  |                  |  |  |           |                      |           |           |           |  |  |       |                |       |       |       |

## Classificação final
| Posição           | Nação                      | Atleta                                       |
| ----------------- | -------------------------- | -------------------------------------------- |
| Medalha de ouro   | Bolívia (BOL)              | Carlos Keller Roland Keller Conrrado Moscoso |
| Medalha de prata  | Colômbia (COL)             | Sebastian Franco Mario Mercado               |
| Medalha de bronze | México (MEX)               | Álvaro Beltrán Rodrigo Montoya Javier Mar    |
| Medalha de bronze | Estados Unidos (USA)       | Jake Bredenbeck Rocky Carson Charles Pratt   |
| 5                 | Equador (ECU)              | Jose Ugalde Fernando Rios                    |
| 5                 | Canadá (CAN)               | Samuel Murray Coby Iwaasa                    |
| 5                 | Costa Rica (CRC)           | Andres Acuña Felipe Camacho                  |
| 5                 | Guatemala (GUA)            | Edwin Galicia Juan Salvatierra               |
| 9                 | Cuba (CUB)                 | Enier Chacón Maykel Moyet                    |
| 9                 | Peru (PER)                 | Jonathan Luque Erik Mendoza                  |
| 9                 | Argentina (ARG)            | Fernando Kurzbard Shai Manzuri               |
| 9                 | República Dominicana (DOM) | Ramón de León Luis Pérez                     |